# Leocare
Leocare (in greco antico: Λεοχάρης?, Leochárēs; fl. IV secolo a.C.) è stato uno scultore greco antico, probabilmente originario di Atene, vissuto nel IV secolo a.C..

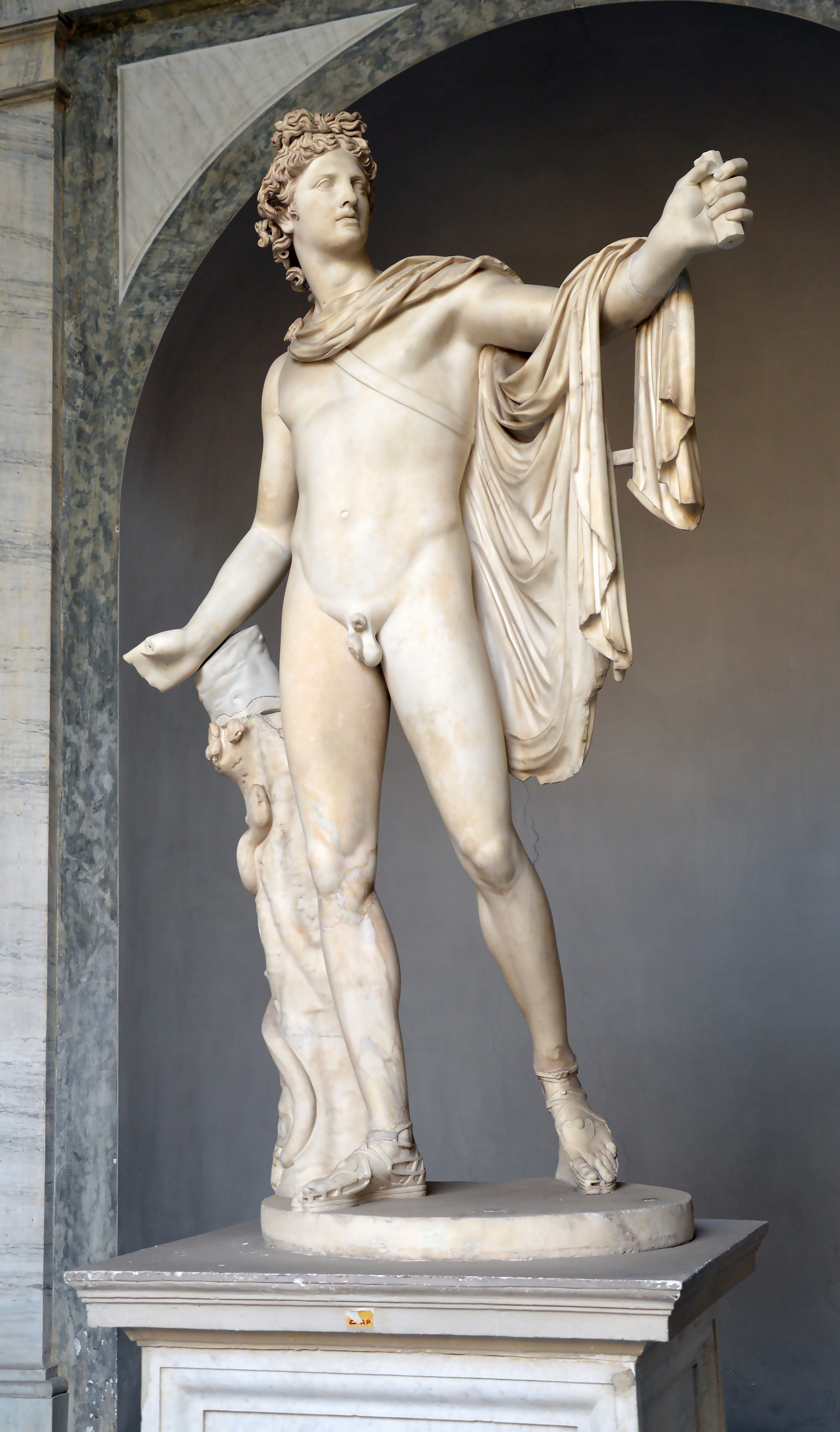
Statua detta dell'Apollo Belvedere, copia del II secolo da originale bronzeo attribuito a Leocare. Roma, Museo Pio Clementino 1015.

Lavorò con il marmo, il bronzo e con la tecnica crisoelefantina; fu attivo in Attica, nel Peloponneso e in Asia Minore.

## Biografia
Il floruit della sua arte posto da Plinio intorno al 370 a.C. è probabilmente troppo alto se paragonato alle altre fonti in nostro possesso. Il primo periodo della sua attività si svolse ad Atene; da qui giungono sette basi di statue recanti la sua firma. Al periodo ateniese appartiene il ritratto bronzeo di Isocrate dedicato a Eleusi da Timoteo, figlio di Conone, e attribuito a Leocare dallo Pseudo-Plutarco (Vite dei dieci oratori, Isocrate 27), una replica mediocre del quale è stata riconosciuta nel busto di Villa Albani. Dell'esistenza di una giovanile statua di Apollo ci informa una lettera che si pretende essere stata scritta da Platone per Dionigi II di Siracusa (Pseudo-Platone, Epist., 13, 361).
Tra il 353 e il 350 a.C. Leocare lavorò alla decorazione del Mausoleo di Alicarnasso, una delle "Sette meraviglie del mondo", al quale venne assegnato, secondo Plinio, il lato ovest del fregio (Nat. hist., XXXVI, 30); iniziò così un periodo di attività al servizio della dinastia macedone; dal 338 a.C. (battaglia di Cheronea) si datano le statue-ritratto crisoelefantine di Filippo II di Macedonia, Alessandro Magno, Aminta III, Olimpiade ed Euridice I realizzate per il Philippeion di Olimpia (Pausania, V, 20, 9). Una data di riferimento per l'ultima parte della sua attività è fornita da Plutarco che lo indica come collaboratore di Lisippo all'anatema con la Caccia di Alessandro dedicato da Cratero nel santuario di Delfi intorno al 320 a.C. (Plut., Alexander 40).
Tra le altre opere indicate dalle fonti troviamo: uno Zeus per l'acropoli di Atene (Paus., I, 24.4), un Apollo eretto nei pressi del tempio di Apollo Patroos nell'agorà di Atene (Paus., I, 3.4), un gruppo con Zeus e Demos al Pireo (Paus., I, 1.3).

## Attribuzioni
Plinio (Nat. hist., XXXIV, 79) riferisce di un Ganimede rapito da Zeus, una copia del quale era stata riconosciuta in un'opera di piccole dimensioni ai Musei Vaticani (inv. 2445). Attorno a questa identificazione, su base stilistica è stato riunito un gruppo di opere che comprende l'Apollo del Belvedere, una copia romana del quale è nei Musei Vaticani (inv. 1015), e l'Artemide di Versailles (Louvre Ma 589), le ultime due caratterizzate da una stessa posa, con la testa girata verso la spalla rialzata e dirette in direzione opposta. All'attività ritrattistica di Leocare e al periodo tardo della sua attività è stato assegnato da parte di Bernard Ashmole il busto di Alessandro del Museo dell'acropoli di Atene; ad Ashmole si deve anche l'attribuzione a Leocare della Demetra di Cnido al British Museum.

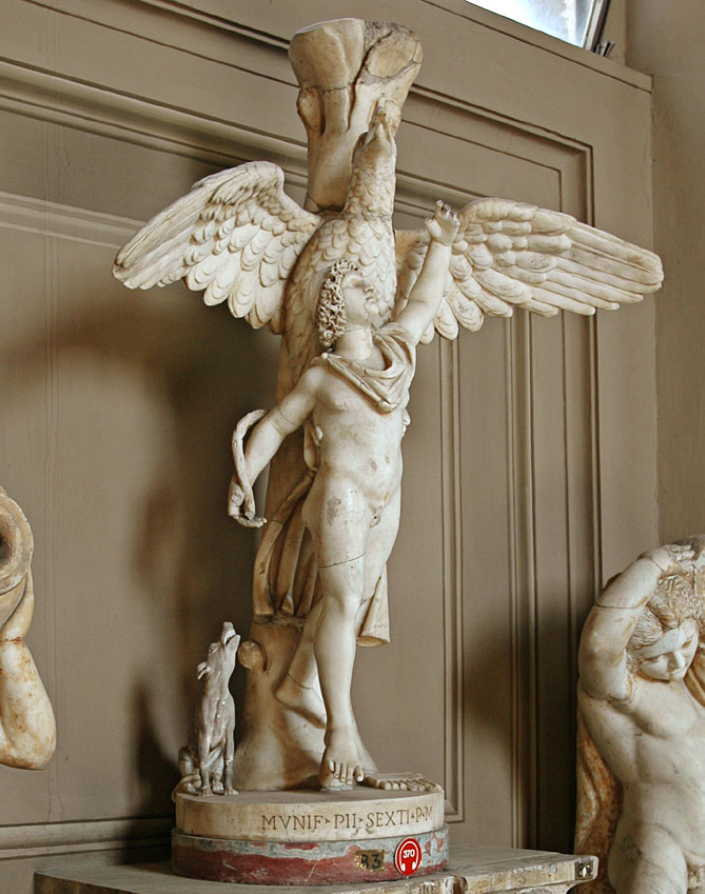
Ganimede rapito da Zeus, copia romana, Musei Vaticani.
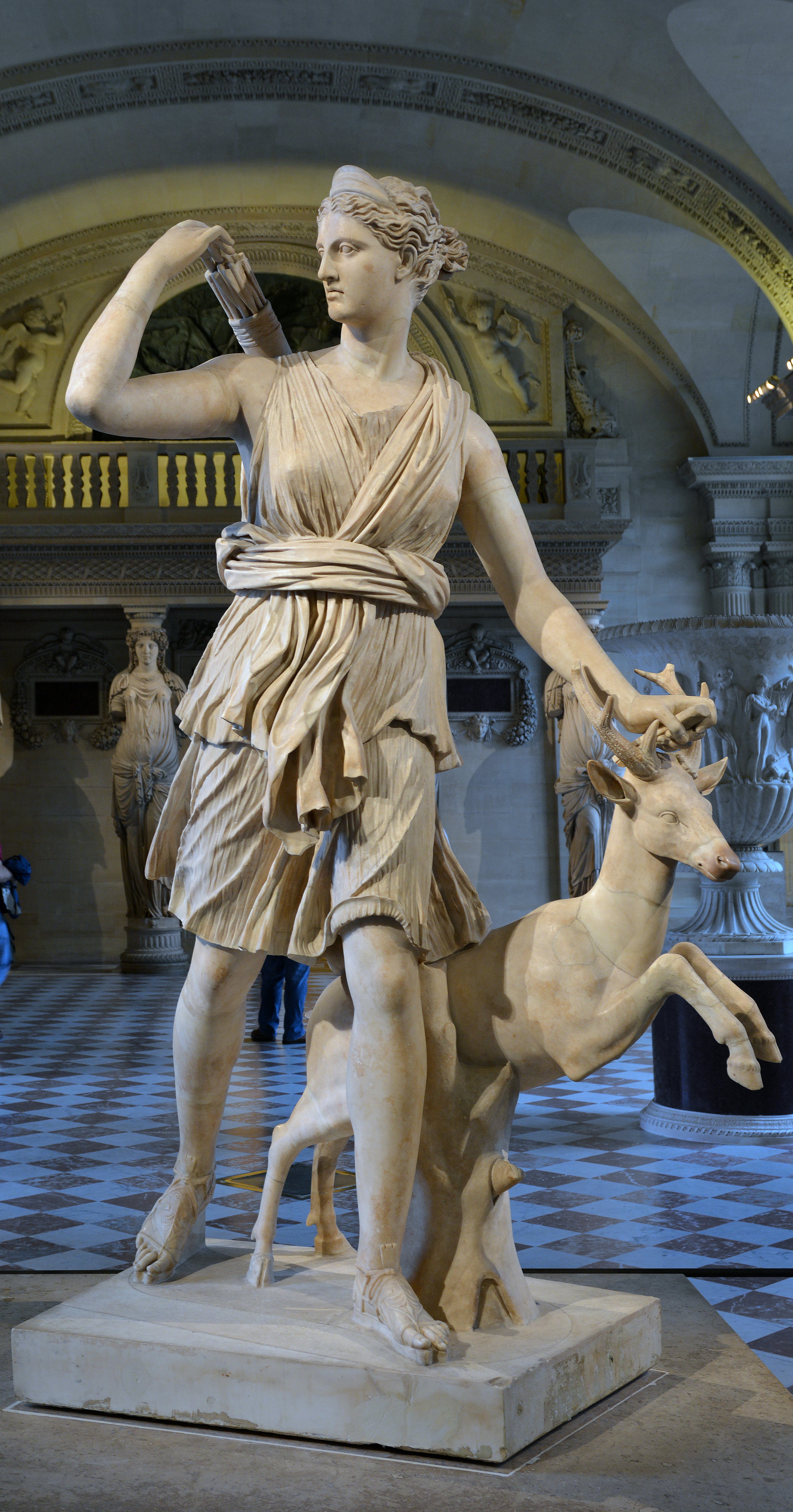
Diana di Versailles, copia romana, Louvre Ma 589.
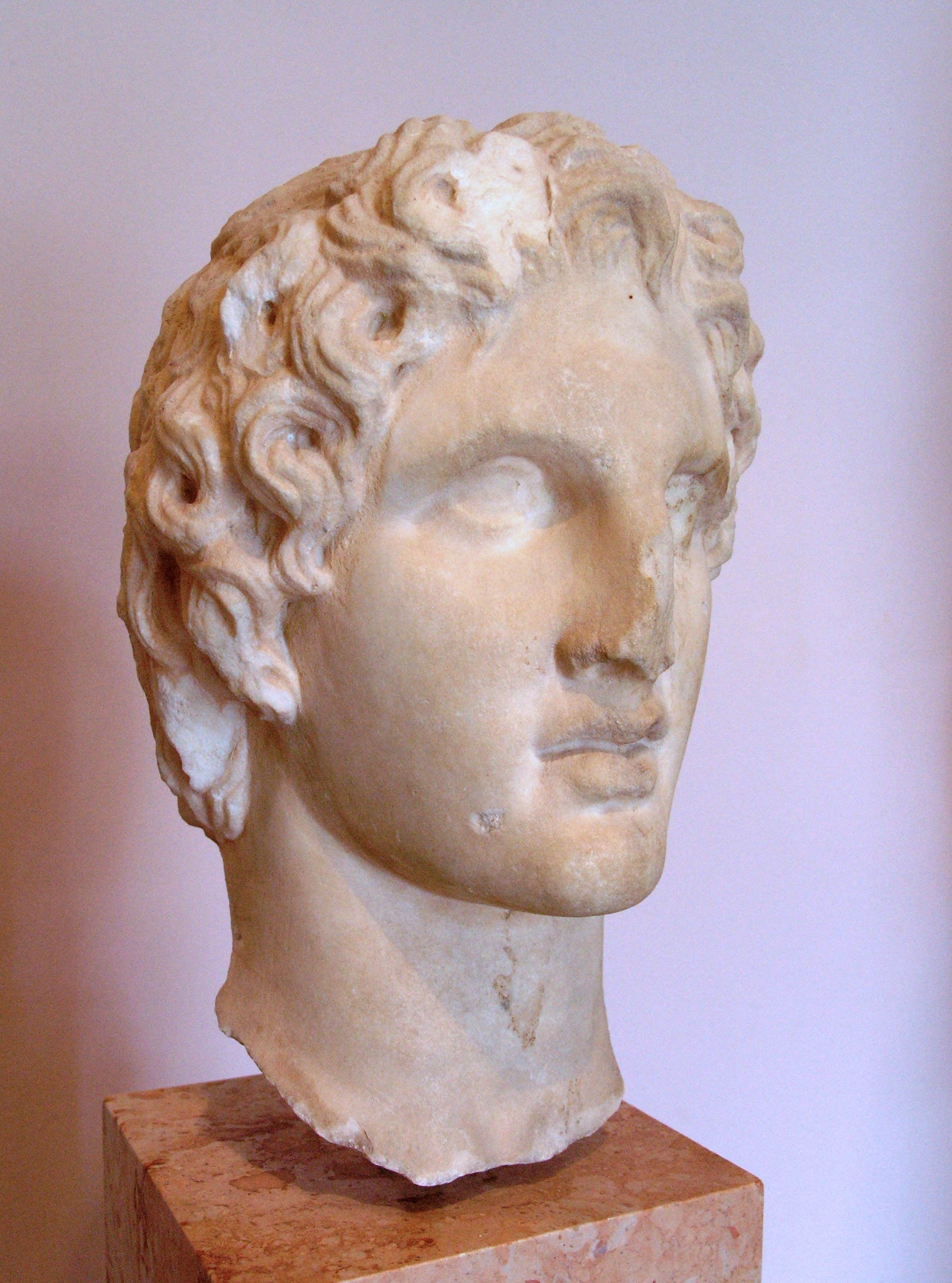
Testa di Alessandro. Atene, Museo dell'acropoli.